# بيل غراهام
بيل غراهام (بالإنجليزية: Bill Graham) (و. 1931 – 1991 م) هو رائد، ومروج موسيقى، ومدير مواهب، من الولايات المتحدة الأمريكية، ولد في برلين، توفي في فاليجو، كاليفورنيا، عن عمر يناهز 60 عاماً.

## التعليم
تعلم في ثانوية ديوايت كلينتون ‏.

## جوائز
حصل على جوائز منها:
- ميدالية النجمة البرونزية
- وسام القلب الأرجواني.

## وصلات خارجية
- بيل غراهام على موقع IMDb (الإنجليزية)
- بيل غراهام على موقع الموسوعة البريطانية (الإنجليزية)
- بيل غراهام على موقع ميوزك برينز (الإنجليزية)
- بيل غراهام على موقع إن إن دي بي (الإنجليزية)
- بيل غراهام على موقع أول ميوزيك (الإنجليزية)
- بيل غراهام على موقع ديسكوغز (الإنجليزية)
- بيل غراهام على موقع قاعدة بيانات الفيلم (الإنجليزية)